# Jack MacGowran
Joseph John "Jack" MacGowran (Dublin, 13 de outubro de 1918 - Nova Iorque, 31 de janeiro de 1973) foi um ator irlandês.
MacGowran nasceu em Dublin, na Irlanda e estabeleceu sua reputação profissional como um membro da trupe Abbey Players, enquanto ganhou renome "de palco" por suas reconhecidas interpretações das obras de Samuel Beckett.
A carreira cinematográfica de MacGowran começou na Irlanda com o filme No Resting Place (1951), onde ainda estrelou The Quiet Man (Depois do Vendaval) (1952), The Gentle Gunman (1952), Rooney (1958) e Darby O'Gill and the Little People (1959), entre outros.
Em 1954, mudou-se para Londres, onde se tornou membro da Royal Shakespeare Company. Lá ele iniciou sua duradoura amizade com Peter O'Toole, com quem contracenou mais tarde no filme Lord Jim (1965), de Richard Brooks.
Despontou no cenário londrino com Waiting for Godot (Esperando Godot) no Royal Court Theatre; e, com a Royal Shakespeare Company, encenando Endgame, no Aldwych Theatre.
Especializou-se também na obra de Seán O'Casey, criando o personagem Joxer no musical da Broadway, Juno (1959), baseado na peça de O'Casey sobre o conflito da Irlanda do Norte, Juno and the Paycock (1924), que se tornou célebre com o filme de Hitchcock. Interpretou ainda o irmão de O'Casey, Archie, no filme Young Cassidy (1965).
Em 1966, Roman Polański o escalou para o papel de um gangster em Cul-de-Sac e em 1967 para o hilariante Professor Abronsius em Dance of the Vampires.
Outros filmes notáveis estrelados por MacGowran foram a comédia The Titfield Thunderbolt (1953), Tom Jones (1963) de Tony Richardson, Doctor Zhivago (Doutor Jivago) (1965) de David Lean, How I Won the War (Como Ganhei a Guerra) de Richard Lester (1967), e protagonizou, como Professor Collins, Wonderwall (1968) de Joe Massot.
Em 1963, se casou com Aileen Gloria Nugent, filha do membro do parlamento, Sir Walter Nugent.
De passagem por Nova Iorque, para filmar suas cenas em The Exorcist (O Exorcista) (1973), MacGowran morreu de complicações decorrentes de uma gripe contraída em recente epidemia londrina. Tinha 54 anos. Sua filha é a atriz Tara MacGowran.